# منتخب سويسرا لهوكي الجليد
منتخب سويسرا الوطني لهوكي الجليد هو منتخب وطني يمثل سويسرا في منافسات هوكي الجليد الدولية، يعتبر من أقوى منتخبات هوكي الجليد في العالم، بدأ منافساته في سنة 1909، نافس في بطولة العالم لهوكي الجليد 66 مرة وفاز 3 مرات بالمركز الثاني، نافس في بطولة أوروبا 8 مرات وفاز مرة واحدة ببطولة 1926، نافس في الألعاب الأولمبية الشتوية 14 مرة وفاز مرتين بالميدالية البرونزية، يحتل حالياً التصنيف السابع على العالم.